# Musaranya del Caucas
La musaranya del Caucas (Sorex satunini) és una espècie de mamífer de la família de les musaranyes (Soricidae). Viu a Armènia, l'Azerbaidjan, Geòrgia, Rússia i Turquia.